# Valle del Quilombo

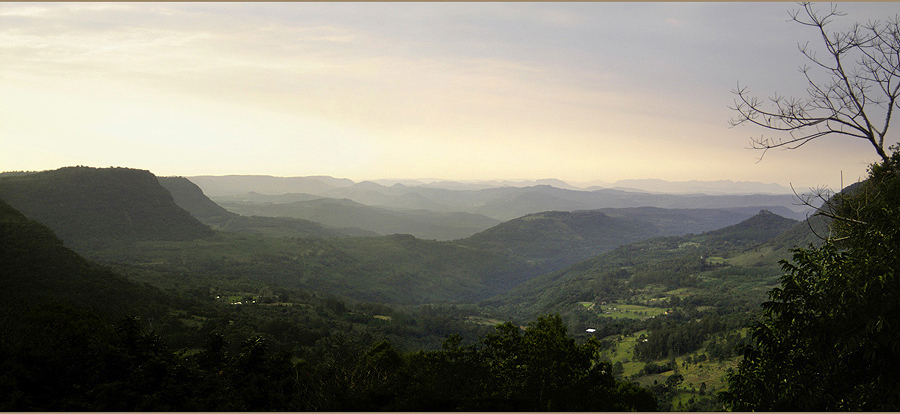
Valle del Quilombo al amanecer.

El Valle del Quilombo (en portugués: Vale do Quilombo) es un bolsón serrano situado entre las ciudades de Gramado y Canela, en el Estado brasileño de Río Grande do Sul. Ambas ciudades se encuentran por encima del valle, ofreciendo bellas vistas desde distintos miradores.
El valle recibió ese nombre debido a un forajido de la justicia uruguaya, que buscó refugio aquí en el siglo XIX. De origen africano, la palabra "quilombo" es utilizada en Brasil para nombrar a poblaciones clandestinas formadas durante la época colonial por esclavos que huían de sus señores en busca de libertad.
Hoy en día el Valle del Quilombo es un atractivo turístico de las ciudades de Gramado y Canela. Muchas excursiones visitan las "linhas", pequeñas colonias agrícolas que pueblan el área. El valle resguarda también bosques nativos de araucarias y numerosas cascadas.
- Datos: Q6159252